# 1936年ベルリンオリンピックのインド選手団
1936年ベルリンオリンピックのインド選手団（1936ねんベルリンオリンピックのインドせんしゅだん）は、1936年8月1日から8月16日にかけてドイツの首都ベルリンで開催された1936年ベルリンオリンピックのインド選手団、およびその競技結果。

## 概要
今大会は金メダル1個を獲得した。

## メダル
| メダル | 選手名                      | 競技     | 種目 |
| ------ | --------------------------- | -------- | ---- |
| 金     | ジョセフ・ガリバルディ [[]] | ホッケー | 男子 |